# From the 13th Sun
From the 13th Sun – siódmy studyjny album szwedzkiego zespołu Candlemass, jedyny, w nagraniu którego brał udział gitarzysta Mats Ståhl. Intencją zespołu było stworzenie albumu inspirowanego pierwszymi czterema płytami Black Sabbath, będącego jednocześnie hołdem dla grupy. 
W 2007 i 2008 roku na rynku pojawiły się reedycje, wydane odpowiednio nakładem Black Lodge/Trust No One i Peaceville Records.
Wydanie z 2007 roku stanowią dwie płyty winylowe. Znalazły się w nim trzy niepublikowane dotąd utwory.
Wydanie z 2008 roku miało pierwotnie zawierać również płytę DVD z zapisem albumu wykonywanego na żywo na koncercie z 2000 roku, ostatecznie jednak wydawca zrezygnował z tego. Płyta zawiera trzy dodatkowe utwory - Oil i Rock'n'Roll opublikowane wcześniej na składance Black Heart of Candlemass. Utwór zatytułowany Nimis pojawił się później na płycie zespołu Krux - Krux.

## Lista utworów
1. "Droid" – 4:35
2. "Elephant Star" – 4:54
3. "Blumma Apt" – 5:23
4. "ARX/NG 891" – 5:56
5. "Zog" – 5:52
6. "Galatea" – 4:49
7. "Cyclo-F" – 9:18
8. "Mythos" – 1:13

Dodatkowe utwory w reedycji z 2008 roku
- "Oil" – 4:43 (również w wydaniu japońskim z 1999 roku)
- "Nimis" – 4:00
- "Rock'n'Roll" – 2:22

Dodatkowe utwory w wydaniu z 2007 roku
- "Odessa Chamber" – 4:00
- "Sokrates" – 5:22
- "John the Leper" – 3:34

## Twórcy
- Björn Flodkvist – wokal
- Leif Edling – gitara basowa
- Mats Ståhl – gitara, efekty
- Jejo Perković – perkusja
- Carl Westholm – instrumenty klawiszowe i programowanie w utworze ARX/NG 891